# Hopes and Fears
Hopes and Fears (с англ. - Надежды и опасения) —   дебютный студийный альбом британской рок-группы Keane, изданный в 2004 году. Диск занял первое место по продажам в 2004 г. в Великобритании. В феврале 2005 г. на церемонии Brit Awards Hopes and Fears был признан «Лучшим британским альбомом», кроме того, Keane также победили в номинации «Британский новый исполнитель». На сегодняшний момент альбом входит в число 40 самых продаваемых альбомов тысячелетия в Великобритании, а его общий тираж превышает 6 миллионов копий. В ноябре 2009 г. выходит переиздание диска, приуроченное к юбилею компании Island Records и включающее дополнительный диск. В апреле 2012 года радиостанцией «Absolute Radio» был проведен опрос на звание лучшего альбома за всю историю музыки, в котором «Hopes and Fears» занял 4-е место.

## Список композиций

### Британское/мексиканское издание
| №   | Название                        | Автор(ы)            | Длительность |
| --- | ------------------------------- | ------------------- | ------------ |
| 1.  | «Somewhere Only We Know»        | Keane               | 3:57         |
| 2.  | «Bend and Break»                | Keane               | 3:39         |
| 3.  | «We Might As Well Be Strangers» | Keane               | 3:12         |
| 4.  | «Everybody’s Changing»          | Keane               | 3:36         |
| 5.  | «Your Eyes Open»                | Keane               | 3:22         |
| 6.  | «She Has No Time»               | Keane, James Sanger | 5:46         |
| 7.  | «Can’t Stop Now»                | Keane               | 3:38         |
| 8.  | «Sunshine»                      | Keane, James Sanger | 4:12         |
| 9.  | «This Is the Last Time»         | Keane, James Sanger | 3:29         |
| 10. | «On a Day Like Today»           | Keane               | 5:27         |
| 11. | «Untitled 1»                    | Keane               | 5:36         |
| 12. | «Bedshaped»                     | Keane, James Sanger | 5:36         |

| №   | Название       | Автор(ы) | Длительность |
| --- | -------------- | -------- | ------------ |
| 13. | «Snowed Under» | Keane    | 3:50         |
| 14. | «Allemande»    | Keane    | 4:22         |

### Международное издание
1. «Somewhere Only We Know» — 3:57
2. «This Is the Last Time» — 3:29
3. «Bend and Break» — 3:39
4. «We Might As Well Be Strangers» — 3:12
5. «Everybody’s Changing» — 3:36
6. «Your Eyes Open» — 3:22
7. «She Has No Time» — 5:46
8. «Can’t Stop Now» — 3:38
9. «Sunshine» — 4:12
10. «Untitled 1» — 5:36
11. «Bedshaped» — 4:39

## Бонус DVD
1. «Somewhere Only We Know» (international version video)
2. «Somewhere Only We Know» (US version video)
3. «Everybody’s Changing» (version 1 video)
4. «Bedshaped» (video)
5. «This Is the Last Time» (version 4 video)

### Японское издание
1. Keane 30 second TV advertisement
2. «Everybody’s Changing» (video)
3. «Somewhere Only We Know» (live)
4. «She Has No Time» (live)
5. «This Is the Last Time» (live)
6. «We Might As Well Be Strangers» (live)
7. «Everybody’s Changing» (live)
8. «Bedshaped» (live)
9. «Somewhere Only We Know» (international version video)